# Miranda prorsus

Wappen Pius’ XII.

Miranda prorsus (lateinisch für Die wunderbare Erfindung) ist nach Vigilanti cura die zweite Enzyklika von Papst Pius XII., in der er sich am 8. September 1957 „über Film, Funk und Fernsehen“ äußert.

## Einleitung
Die mit einem Vorwort beginnende Einleitung drückt schon im Wesentlichen die Tendenz seines Denkens aus. Er legt die Gründe für das Interesse der Kirche dar, beschreibt die Vorläufer zu diesem Rundschreiben und erklärt, welche Ereignisse zu diesem Rundschreiben geführt hätten.

## Allgemeiner Teil
Pius XII. schreibt in seiner Einleitung:

„Die geradezu wunderbaren Erfindungen der Technik, auf welche die Menschen von heute so stolz sind, sind ganz gewiss eine Frucht des menschlichen Scharfsinns und Schaffens […] Einige dieser Erfindungen steigern und vervielfachen Kraft und Leistung des Menschen; andere verbessern seine Lebensbedingungen; wieder andere, solche, die vornehmlich das Seelische und Geistige angehen, erreichen unmittelbar oder durch künstlich hervorgebrachte Bilder und Töne Millionen von Menschen; mit größter Leichtigkeit teilen sie ihnen Nachrichten, Vorstellungen und Belehrungen mit, die ihnen, auch für die Stunden der Ruhe und Erholung, als Geistesnahrung dienen können.“

In diesem Teil erläutert Pius XII. die Entwicklung der Medien, das „Senden“ von Guten und Bösen, beschreibt die Freiheit des „Sendens“ und weist auf problematische Entwicklungen hin. Er unterstreicht, dass die Medien auch einen pädagogischen Auftrag hätten und verdeutlicht, dass es sich bei der Verbreitung von Massenmedien auch um Unterrichtung, Belehrung und Erziehung der Massen handele. Er schließt die Aufgaben der staatlichen Behörde und der Berufsgruppen mit ein und zeigt die Besonderheiten des „Sendens“ durch die Technik des Ton- und Bildfunks – im Dienste der Wahrheit und des Guten – auf.

## Besonderer Teil
Mit den Einzeldarstellungen von Film, Funk und Fernsehen weist er auf die Verpflichtungen der Akteure, Schauspieler und Regisseure hin, wobei er gleichzeitig den Produzenten und Filmvertrieben ihre Pflichten aufzeigt. Er ermahnt und ermutigt aber auch die Konsumenten, sich diesen Medien nicht kritiklos gegenüber zu verhalten. Eine weitere Möglichkeit zur Nutzung der Medien sieht Pius XII. in der Ausstrahlung von katholischen Rundfunk- und Fernsehsendungen und räumt die Nutzung zur Verbreitung der christlichen Botschaft ein.

## Abschließender Teil
Zunächst wendet sich der Papst an den Klerus und weist auf die Bedeutung, die Wirkung und den guten Nutzung der Medien hin, um abschließend seine Schlusswort zu sprechen:

„Wir wollten euch, Ehrwürdige Brüder, von unseren großen Besorgnissen, die sicher auch ihr teilt, Mitteilung machen, von den Besorgnissen über schwere Gefahren, die dem christlichen Glauben und der Sittlichkeit drohen können, wenn diese weittragenden Erfindungen der Sendetechnik für Ton und Bild zum Schlechten missbraucht werden. Doch haben wir es nicht unterlassen, auch die Vorteile und den vielfachen Nutzen aufzuzeigen, den diese neuen Medien zu bringen vermögen. Zu dem Zweck haben wir im Lichte des christlichen Glaubens und der Vorschriften des Naturgesetzes die Grundsätze erläutert, nach denen sich die Tätigkeit jener richten muss, die diese Sendegeräte für Ton und Bild handhaben, wie das Gewissen derer, die sie benützen. Gerade damit nun diese Geschenke der göttlichen Vorsehung das Heil der Seelen fördern, haben wir euch väterlich zu einer aufmerksamen Sorge, aber auch zum mutigen Einsatz eures Handelns und eurer Autorität aufgefordert. Denn Aufgabe der diesbezüglichen Landesämter, die wir euch bei dieser Gelegenheit noch einmal empfehlen, ist es, nicht nur zu bewahren und zu verteidigen, sondern vor allem die vielen Bildungswerke, die in den verschiedenen Nationen begonnen wurden, zu leiten, zu ordnen und zu unterstützen, damit über den schwierigen und weithin sich erstreckenden Sektor der Technik christlicher Geist ausgestrahlt werde.“